# Sam Vines
Sam Vines (Colorado Springs, 1999. május 31. –) amerikai válogatott labdarúgó, a belga Antwerp hátvédje.

## Pályafutása

### Klubcsapatokban
Vines a coloradoi Colorado Springs városában született. Az ifjúsági pályafutását a Pride csapatában kezdte, majd 2013-ban a Colorado Rapids akadémiájánál folytatta.
2017-ben mutatkozott be a Charlotte Independence felnőtt keretében. 2018-ban az első osztályban szereplő Colorado Rapidshoz igazolt. A 2018-as szezonban a Charlotte Independence csapatát erősítette kölcsönben. Először a 2018. október 21-ei, San Jose Earthquakes ellen 0–0-ás döntetlennel zárult mérkőzés félidejében, Deklan Wynne cseréjeként lépett pályára. Első gólját 2020. szeptember 13-án, a Real Salt Lake ellen idegenben 5–0-ra megnyert találkozón szerezte meg. 2021. augusztus 5-én hároméves szerződést kötött a belga első osztályban érdekelt Antwerp együttesével. 2021. augusztus 29-én, a Leuven ellen 2–2-es döntetlennel zárult bajnokin debütált.

### A válogatottban
Vines az U18-as és az U23-as korosztályú válogatottakban is képviselte Amerikát.
2020-ban debütált a felnőtt válogatottban. Először a 2020. február 1-jei, Costa Rica ellen 1–0-ra megnyert mérkőzésen lépett pályára. Első válogatott gólját 2021. július 11-ei, Haiti ellen 1–0-ás győzelemmel zárult Aranykupa-mérkőzésen szerezte meg.

## Statisztikák
2023. július 30. szerint
| Klub                                | Szezon   | Osztály        | Bajnokság | Bajnokság | Kupa  | Kupa | Nemzetközi | Nemzetközi | Összesen | Összesen |
| Klub                                | Szezon   | Osztály        | Meccs     | Gól       | Meccs | Gól  | Meccs      | Gól        | Meccs    | Gól      |
| ----------------------------------- | -------- | -------------- | --------- | --------- | ----- | ---- | ---------- | ---------- | -------- | -------- |
| Charlotte Independence (kölcsönben) | 2018     | USL            | 29        | 0         | 0     | 0    | —          | —          | 29       | 0        |
| Colorado Rapids                     | 2018     | MLS            | 1         | 0         | 0     | 0    | —          | —          | 1        | 0        |
| Colorado Rapids                     | 2019     | MLS            | 26        | 0         | 1     | 0    | —          | —          | 27       | 0        |
| Colorado Rapids                     | 2020     | MLS            | 19        | 1         | 0     | 0    | —          | —          | 19       | 1        |
| Colorado Rapids                     | 2021     | MLS            | 8         | 1         | 0     | 0    | —          | —          | 8        | 1        |
| Colorado Rapids                     | Összesen | Összesen       | 54        | 2         | 1     | 0    | 0          | 0          | 55       | 2        |
| Antwerp                             | 2021–22  | Jupiler League | 24        | 0         | 1     | 0    | 5          | 0          | 30       | 0        |
| Antwerp                             | 2022–23  | Jupiler League | 15        | 1         | 0     | 0    | 5          | 0          | 20       | 1        |
| Antwerp                             | 2023–24  | Jupiler League | 1         | 0         | 1     | 0    | 0          | 0          | 2        | 0        |
| Antwerp                             | Összesen | Összesen       | 40        | 1         | 2     | 0    | 10         | 0          | 52       | 1        |
| Összesen                            | Összesen | Összesen       | 123       | 3         | 3     | 0    | 10         | 0          | 136      | 3        |

### A válogatottban
| Válogatott       | Év       | Pályára lépés | Gól |
| ---------------- | -------- | ------------- | --- |
| Egyesült Államok | 2020     | 2             | 0   |
| Egyesült Államok | 2021     | 6             | 1   |
| Összesen         | Összesen | 8             | 1   |

#### Góljai a válogatottban
| # | Időpont          | Helyszín                                                      | Ellenfél | Gólok | Eredmény | Kiírás                     |
| - | ---------------- | ------------------------------------------------------------- | -------- | ----- | -------- | -------------------------- |
| 1 | 2021. július 11. | Children's Mercy Park, Kansas City, Amerikai Egyesült Államok | Haiti    | 1–0   | 1–0      | 2021-es CONCACAF-aranykupa |

## Sikerei, díjai
Antwerp
- Jupiler League
  - Bajnok (1): 2022–23

- Belga Kupa
  - Győztes (1): 2022–23

- Belga Szuperkupa
  - Győztes (1): 2023

Amerikai válogatott
- CONCACAF-aranykupa
  - Győztes (1): 2021